# 香蕉喵
《香蕉喵》（日语：ばなにゃ）是一部由TMS娛樂有限公司制作的日本动画，于2016年7月4日开始播出。动画中的香蕉喵形象是 Q-lia 所開發的角色商品系列，是一种香蕉和猫的结合的假想物种。故事从某一天中午空无一人的厨房中从香蕉里钻出的香蕉喵说起。香蕉喵们在家里没人的时候，就会偷偷溜出来玩耍。

## 登场角色
香蕉喵
聲優：梶裕貴（日本）／成瑤孆（香港）
第一集登场的香蕉喵，肤色为白色，喜欢甜食和玩耍，梦想是成为最时尚的巧克力香蕉喵。
香蕉喵子
聲優：村瀨步（日本）／（香港）
香蕉喵种族中的麦当娜，长相可爱，善于化妆。
黑香蕉喵
聲優：梶裕貴（日本）／（香港）
胸前戴着蝴蝶结，肤色很黑的一只香蕉喵。
虎香蕉喵
聲優：村瀨步（日本）／（香港）
身上有黄色老虎斑纹，对香蕉喵子有好感，是灰虎香蕉喵的哥哥。
灰虎香蕉喵
聲優：村瀨步（日本）／（香港）
身上有灰色老虎斑纹，是虎香蕉喵的弟弟，崇拜黑香蕉喵，比较羞涩。
长毛香蕉喵
聲優：梶裕貴（日本）／（香港）
长相帅气，是香蕉喵子喜欢的对象。
串香蕉喵
聲優：村瀨步（日本）／（香港）
和香蕉喵是兄弟关系的三胞胎。
宝宝香蕉喵
聲優：村瀨步（日本）／（香港）
年龄较小，经常喝香蕉牛奶。
老頭香蕉喵
聲優：梶裕貴（日本）／（香港）
戴着眼镜，经常看报纸的香蕉喵，担任父亲这一角色。

## 剧集列表
| 话数   | 日文标题 | 中文标题            | 剧本・分镜・演出 | 作畫監督 | 香蕉喵图鉴                 | 首映日期      |
| ------ | -------- | ------------------- | ---------------- | -------- | -------------------------- | ------------- |
| 第1话  |          | 香蕉喵              | たかたまさひろ   | 三田润   | 香蕉喵                     | 2016年7月4日  |
| 第2话  |          | 香蕉喵的伙伴们 喵   | たかたまさひろ   | 三田润   | 香蕉喵子                   | 2016年7月11日 |
| 第3话  |          | 香蕉喵与电视 喵     | たかたまさひろ   | 三田润   | 宝宝香蕉喵                 | 2016年7月18日 |
| 第4话  |          | 香蕉喵与老鼠 喵     | 矢立恭           | 三田润   | 虎香蕉喵                   | 2016年7月25日 |
| 第5话  |          | 香蕉喵与电冰箱 喵   | 矢立恭           | 三田润   | 老头香蕉喵                 | 2016年8月1日  |
| 第6话  |          | 香蕉喵出门了 喵     | 矢立恭           | 三田润   | 行礼香蕉喵和伊丽莎白香蕉喵 | 2016年8月8日  |
| 第7话  |          | 香蕉喵的午夜探险 喵 | たかたまさひろ   | 三田润   | 黑香蕉喵                   | 2016年8月15日 |
| 第8话  |          | 香蕉喵与野猫 喵     | たかたまさひろ   | 三田润   | 长毛香蕉喵                 | 2016年8月22日 |
| 第9话  |          | 香蕉喵在浴室 喵     | 三田润           | 三田润   | 束香蕉喵                   | 2016年8月29日 |
| 第10话 |          | 香蕉喵与气球 喵     | 三田润           | 三田润   | 灰虎香蕉喵                 | 2016年9月5日  |
| 第11话 |          | 香蕉喵之散步 喵     | 矢立恭           | 三田润   | 三色香蕉喵                 | 2016年9月12日 |
| 第12话 |          | 香蕉喵之午睡 喵     | 矢立恭           | 三田润   | 老鼠                       | 2016年9月19日 |
| 第13话 |          | 香蕉喵与生日会 喵   | 矢立恭           | 三田润   | 全体集合                   | 2016年9月26日 |